# San Pedro de Latarce
San Pedro de Latarce è un comune spagnolo di 637 abitanti situato nella comunità autonoma di Castiglia e León.